# Vrbanićev perivoj
Vrbanićev perivoj je perivoj u Karlovcu. Najvjredniji je perivoj u gradu parkova Karlovcu zahvaljujući pejsažno-oblikovnoj osmišljenosti.
Nalazi se u sklopu rekreacijskog dijela Karlovca koji se nalazi na lijevoj obali Korane, na jugoistoku, između Zvijezde i rijeke Korane. 
Inicijativa za uređenje ovog parka došla je od Društva za proljepšavanje grada. Josip Vrbanić, tadašnji karlovački gradonačelnik i ljekarnik prihvatio je inicijativu. U prvim je planovima park trebao biti mali botanički vrt na otvorenom. Gradonačelnik se svesrdno založio za park. Dao je urediti nasad drveća i ukrasnog bilja. Sadnice su nabavili iz Dubovca iz Vranyczanyjevog rasadnika, iz Nadbiskupskog vrta te iz Beča i Trsta. Otvoren za javnost 1896. godine. 
Perivoj je napravljen u tri dijela. To su engleski perivoj, zatim središnji dio perivoja koji je uređen kao francuski perivoj a crnogorična smreka i jela čine treću cjelinu. Perivoj su resili brojni kipovi od terakote sve do prvog svjetskog rata. Perivoj je bio mjestom gdje su se održavale izložbe skulptura na otvorenom. Napravljen je mali zoološki vrt i pušteni su pauni da se slobodno šeću perivojem.